# ママの神様
『ママの神様』（ママのかみさま）は、室井佑月原作の小説、および同書が原作で中部日本放送（CBC）の制作により2008年5月5日から6月27日まで、TBS系「ドラマ30」（月 - 金 午後1時30分（JST） - 午後2時（JST））枠で全40話放送された昼ドラマ。CBC製作分のドラマ30としては本作が最終作品となった。

## あらすじ
3回の離婚歴を持つ女性がそれぞれ父親が違う3人の子供をシングルマザーとして育てながら世間体にとらわれず、そして数々の壁を乗り越えながら日々奮闘してゆく。

## キャスト・登場人物
中井小百合：青田典子
バツ3（離婚3回）の3児の母親。昼は「安井クリーニング」、夜は「雲雀屋」で働いている。過去にはクラブで働いていたこともある。
最初の夫は元ピアニスト、2番目の夫は元実業家、3番目の夫は元ゲームクリエーターだった。
田中冴子：山下容莉枝
「雲雀屋」の常連客でもある夏夫の妻。小学6年生の息子（誠）と幼稚園年長の娘（愛）をもつ母親。当初、何かと小百合を目の仇にしていた。実父は建設業界の大物。
山田光子：清水ミチコ
小百合たちが暮らす「コーポサンライズ」の大家。小学3年生の娘（えりか）をもつ。夫と離婚していることを周りに隠している。
中井博之：塩野魁土
小学6年生の小百合の息子（長男）。小百合と最初の夫（小田桐）との子供。最初は万引きをしたり、小百合に反抗したりしていた。小百合のことを「あんた」「あの人」と言う。ピアノに興味を持ち、実父・小田桐にピアノを教えてもらっている。
中井走太：嘉数一星＜現・嘉島陸＞
小学3年生の小百合の息子（次男）。小百合と2番目の夫との子供。小百合のために家事を行っている。
ドラマのナレーションを担当している。
中井理子：稲垣鈴夏
幼稚園年長の小百合の娘（長女）。小百合と3番目の夫（中井一郎）との子供。二人の兄を呼び捨てにしている。
高岡みゆき：長井槇子
理子と同級生の息子（健太郎）がいる。小百合とは幼稚園のママ友達で、小百合の事を頼りにしている。夫からのDVに悩み、離婚した。
小島美佐子：秋本奈緒美
炉端焼き「雲雀屋」の女将。小百合のクラブ時代の先輩で、良き相談相手。独身。
唐沢亘：南条弘二
炉端焼き「雲雀屋」の板長。
安井康男：竹田高利（コント山口君と竹田君）
「安井クリーニング」の店主。小百合に好意を持っている。
田中夏夫：川野太郎（友情出演）
「雲雀屋」の常連客で、冴子の夫。会社の経営者である。冴子と小百合の関係を知らずに小百合を自分の会社に誘う。
小林：ひらの真弥
田中夏夫が経営する会社の従業員。
中井一郎：高田宏太郎
小百合の3番目の夫で、理子の実父。元ゲームクリエーター。
田中誠：鈴木達也
博之と同級生で、夏夫と冴子の息子。当初、博之とは犬猿の仲だったが、後に良き友人となる。
田中愛：加藤心
理子と同級生で、夏夫と冴子の娘であり、誠の妹。
山田えりか：尾本侑樹奈
走太と同級生で、「コーポサンライズ」の大家の光子の娘。走太に気がある。
高岡健太郎：川口和宥
理子と同級生で、みゆきの息子。
小田桐博：井田國彦
小百合の最初の夫で、博之の実父。元ピアニストで、現在はピアノ教室を開いている。
小百合と離婚後、子持ちの女性と再婚している。
小田桐紅美：曽田茉莉江
博之の実父である博の、再婚相手の連れ子。中学2年生。義弟である博之のことが気になっている。
黒田勝彦：長江健次
小百合の2番目の夫で、走太の実父。小百合と離婚後、黒田家の婿養子になり『黒田不動産』の社長となった。
黒田藍子：生稲晃子
勝彦の妻。病気のせいで子供が出来ない体となっている。
鈴木由美：森洋子
清水めぐみ
立花可奈：本田真歩
宮嶋麻衣
国村：伊沢勉
早川義昭：湯浅浩史

### ゲスト
- CDショップ店員：ワッキー（ペナルティ）
- AV男優：団長安田（安田大サーカス）
- 看護師（最終話）：長瀬実夕

## 音楽
- 主題歌：長瀬実夕「茜」
- エンディングテーマ：YOKO「闘りゃんせ」

## スタッフ
- 原作 - 室井佑月『ママの神様』（講談社、ISBN 978-4062133418）
- 脚本 - 渡辺典子、香月秀之、藤長野火子
- プロデューサー - 大羽秀樹
- 製作協力 - フレッシュハーツ
- 製作著作 - 中部日本放送